# 普贤寺 (丽江)
普贤寺，位于中国云南省丽江市古城区大研街道七一街崇仁巷76号，是一处丽江市文物保护单位。

## 历史
普贤寺建于清道光年间“文革”时期，寺院建筑及佛像、壁画彩绘遭到严重破坏。1980年代按照历史原貌修复。在1996年丽江地震中，普贤寺是丽江古城内仅有的两个未受破坏的古建筑之一。

## 建筑
普贤寺是典型的“四合五天井”院落，坐西朝东。大门两重檐悬山顶。左侧“永远遵守”石碑立于清光绪十二年（1886年）。大殿单檐九脊悬山顶。

## 保护
2023年3月30日，普贤寺公布为第四批丽江市文物保护单位。